# Fritidsgård

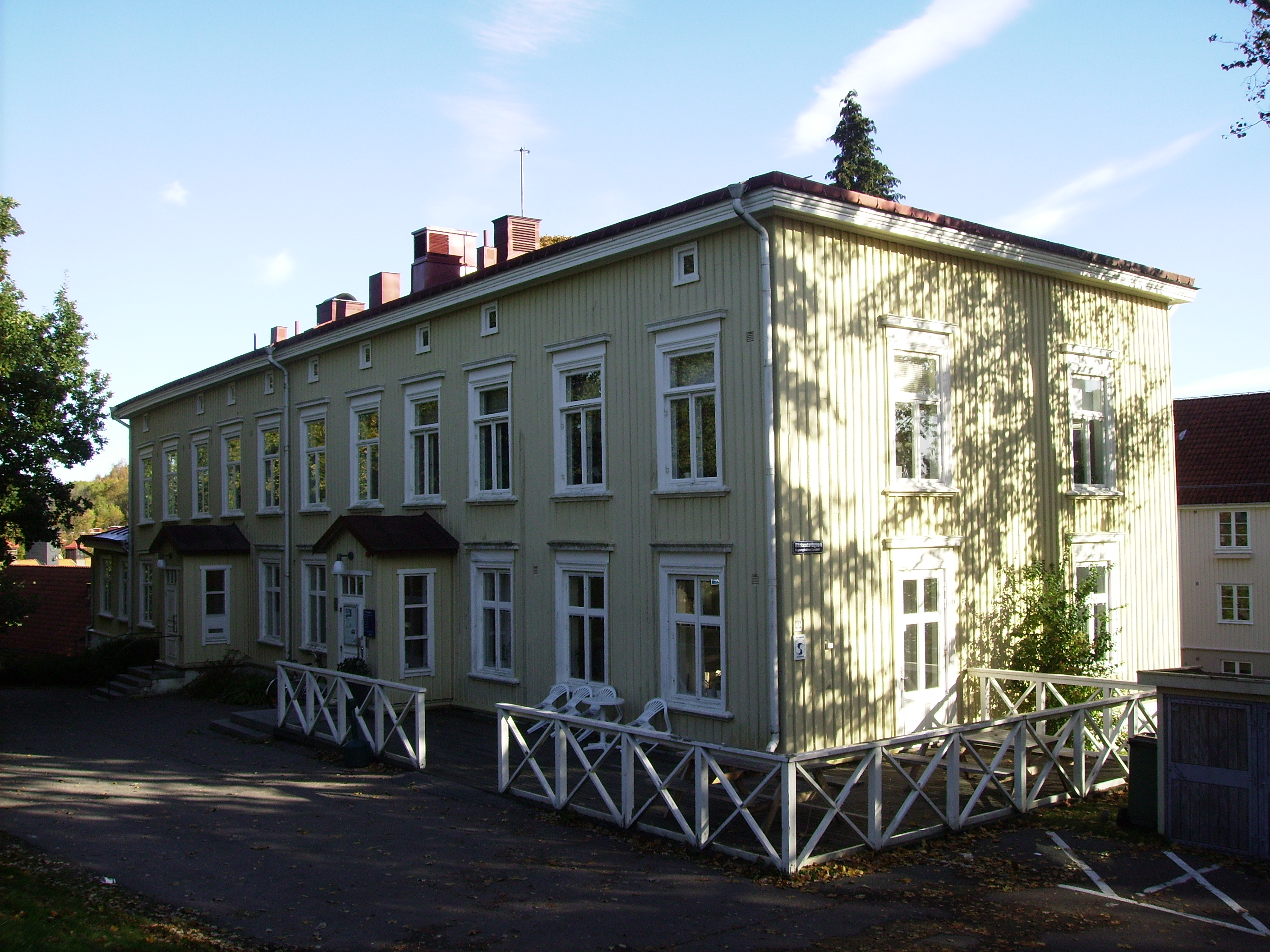
Landeriet Bagaregården i Göteborg, i vars undervåning Sveriges första kommunala fritidsgård, Gamlestadens ungdomsgård, öppnade 1936.

Fritidsgård, före 1970-talet även ungdomsgård, är en lokal för någon form av organiserad fritidsverksamhet, ofta ledd av en fritidsledare. Ungdomar kan där ägna sig åt exempelvis olika typer av sport, sällskapsspel och musikutövning.
En av Sveriges första ungdomsgårdar invigdes 1927 vid Fjällgatan 30, en annan var Kanaanbadet 1933, båda i Stockholm. Första gången begreppet ungdomsgård används är när Stigbergets ungdomsgård 1927 öppnade i en trerummare på Fjällgatan 30 på Södermalm. Aktiviteterna bestod av samkväm, kurser, klubb och scoutverksamhet för i första hand flickor som slutat folkskolan. Verksamheten grundlades av Anna Lindhagen och leddes av lärarinnor i Katarina och Sofia skolor. Verksamheten lades ner 1936.